# MALDI
MALDI este numele unei metode de ionizare folosită în spectroscopia de masă, care vine de la o prescurtare din engleză pentru "Matrix Assited Laser Desorbtion Ionisation", ceea ce în română înseamnă "ionizarea prin desorbție laser asistată de o matrice". Metoda este în special folosită pentru a obține ioni ai moleculelor foarte mari, din clasa proteinelor, fragmente de ADN sau polizaharide, deoarece în timpul ionizării se folosesc condiții blânde care nu duc la fragmentarea imediata a moleculelor.